# Abtei Remiremont

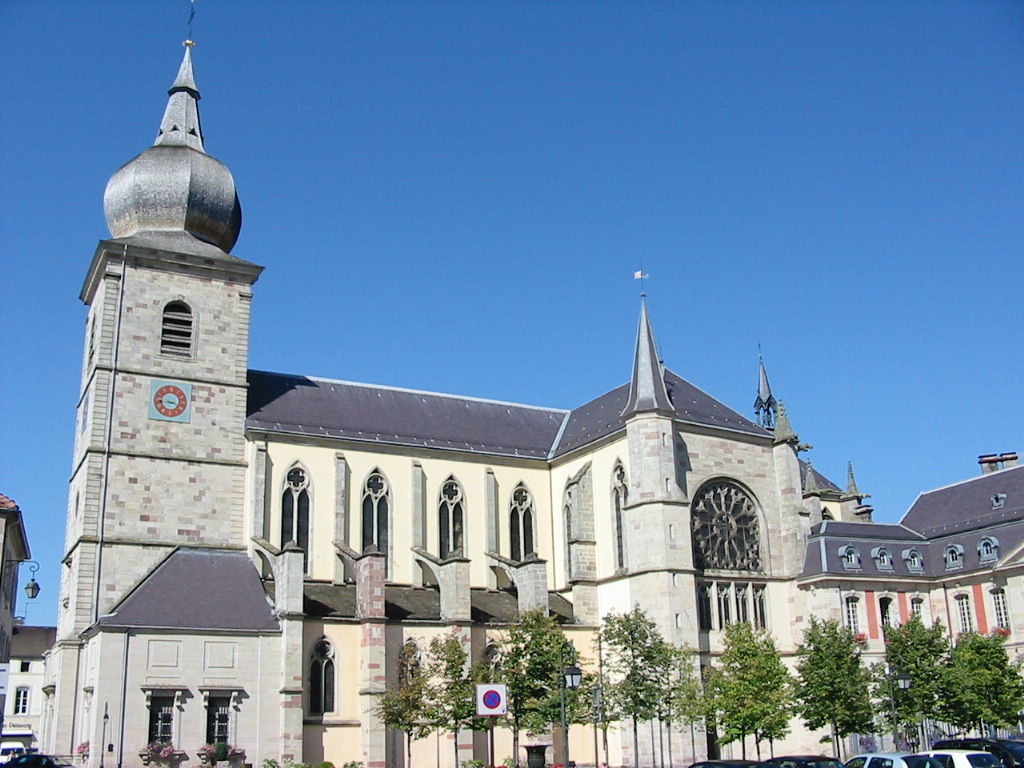
Ehemalige Stiftskirche Saint-Pierre

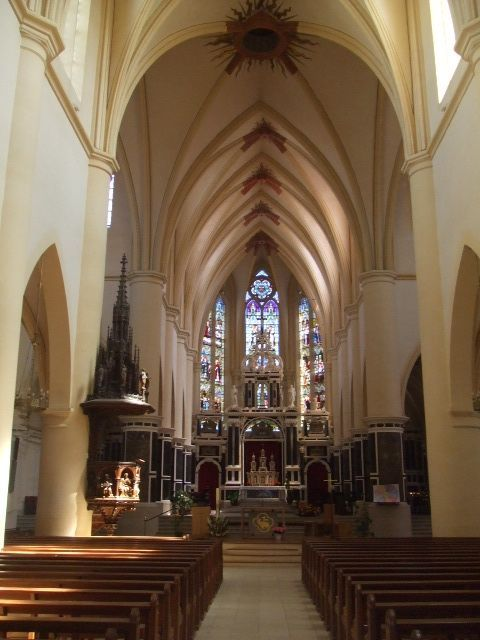
Inneres der ehemaligen Stiftskirche Saint-Pierre

Die Abtei Saint-Pierre de Remiremont (dt. Abtei Reimersberg) war ein Kloster der Benediktinerinnen, später ein weltliches Damenstift in Remiremont in den Vogesen. Es wurde im 7. Jahrhundert gegründet und im Zuge der Französischen Revolution aufgelöst. Die Äbtissinnen von Remiremont waren Fürstinnen des Heiligen Römischen Reichs. Mittelalterliche deutsche Bezeichnungen für das Kloster sind „Rumberc“ (13. Jahrhundert), „Rombech“ (1410) und Reimersberg. Die Abteikirche hat seit dem 29. Dezember 1983 den Status eines Monument historique.

## Geschichte
Die Abtei wurde um 620 von Romarich (Remiré, * um 570 in Frankreich, † 8. Dezember um 653 in Remiremont), einem Adligen zur Zeit der merowingischen Könige Theudebert II. und Chlothar II. von Austrien, gegründet. Romarich trat im Jahr 600 in das Benediktiner-Kloster Luxeuil ein, wo er auch die Ordensgelübde ablegte. Von Chlothar II. erhielt er 620 die ursprünglich gallo-römische und jetzt fränkische Villa Habendum im heutigen Remiremont am Oberlauf der Mosel. Er gründete ein Petrus geweihtes Doppelkloster, erst das Frauenkloster auf einem Hügel, dann das Männerkloster im Tal, das er zusammen mit Amatus (Amé, * um 560 in Grenoble, † um 628 in Remiremont) und nach dessen Tod alleine leitete. Romarichs Nachfolger wiederum wurde Adelphius († nach 669 in Luxeuil).
Wenige Jahre nach der Gründung, als der erwachsen werdende austrische König Dagobert I. 629 nach Neustrien zog, um die Herrschaft im gesamten Frankenreich anzutreten, zog sich sein bisheriger Erzieher, Bischof Arnulf von Metz, der Stammvater der Arnulfinger und Karolinger, nach Remiremont zurück, wo er vermutlich 640 oder 641 gestorben ist. Er fand im Kloster seine erste Ruhestätte, bis sein Nachfolger im Bischofsamt Goericus die Gebeine aus dem Kloster nach Metz überführen ließ.
Um 818 wurde das Kloster durch einen befestigten Konvent am Zusammenfluss von Mosel und Moselotte ergänzt. Nach dem Tod des Königs Lothar II. 869 zog sich seine Geliebte Waldrada nach Remiremont zurück, sie starb hier am 9. April eines nicht bekannten Jahres.
Im Jahr 910, in der Zeit der Ungarneinfälle, fanden die Nonnen Zuflucht im Tal, im 11. Jahrhundert ließen sie sich hier endgültig nieder. Vogt des Klosters war in dieser Zeit der Graf von Metz aus der Familie der Matfriede: Gerhard, * 925/935, 963 Graf von Metz; Richard, * um 950, † 986, 965-986 Graf von Metz, und Gerhard, † 1044/45, Graf von Metz. Im Jahr 1091 übertrug Remiremont einen Teil der Vogtei, den Schutz der Abtei („custodia“), dem Herzog von Lothringen in Person von Dietrich II., einem Enkel der jüngeren Grafen Gerhard, ausdrücklich aber nicht die juristische Seite („advocatio“) des Amtes. Bereits wenige Jahre später, am 25. Januar 1114 (neuer Stil) nahm Kaiser Heinrich V. den Schutz des Klosters an sich.
Am 28. September 1070 erhielt die Abtei von König Heinrich IV. die Reichsunmittelbarkeit, so dass die Herzöge von Lothringen dem späteren Kaiser auch als „Grafen von Remiremont“ huldigen mussten. Auf dieser Basis prägte Remiremont bis ins 13. Jahrhundert hinein eigene Münzen. Am 24. April 1088 unterstellte Papst Urban II. die Abtei unmittelbar dem Heiligen Stuhl, so dass die vom Kapitel gewählte Äbtissin immer von Rom bestätigt werden musste. Etwa zur gleichen Zeit, also Ende des 11. Jahrhunderts begann die Umwandlung des Klosters in ein säkulares Damenstift, die Reorganisation war im 12. Jahrhundert bereits abgeschlossen.
Im 12. und 13. Jahrhundert hatte das Kloster gegen die Ansprüche der Herzöge von Lothringen zu kämpfen, obwohl viele Äbtissinnen der herzoglichen Familie entstammten. 
Am Beginn des 14. Jahrhunderts endete schließlich im Kloster die Dominanz der lothringischen Äbtissinnen, ihre Nachfolgerinnen kamen nun aus der Freigrafschaft Burgund, schließlich dann fast durchweg aus Frankreich. Die erste von ihnen, Clémence d’Oyselet, wurde 1307 von König Albrecht I zur Reichsfürstin ernannt. Im Jahr 1415 erhielt die Äbtissin Henriette d’Amoncourt den Fürstentitel von König Sigismund, ihre Nachfolgerinnen trugen ihn dann ebenfalls, nun jedoch ohne Verleihung durch den Herrscher.
Erst 1566 gelang es Herzog Karl III. von Lothringen, die Reichsunmittelbarkeit der Abtei im Handstreich zu beenden, indem er einen Feldzug Kaiser Maximilians II. in Ungarn ausnutzte.
Ab 1751 wurde ein neues Palais für die Äbtissin im Stil eines Bischofspalastes gebaut, mit der Folge, dass über die Bauten aus der Zeit vor 1751 keine Informationen mehr vorliegen. Den Beginn der Französischen Revolution überstand die Abtei nicht lange: Am 7. Dezember 1790 wurde die Klosterkirche geschlossen.

## Organisation
Die Angehörigen der Abtei wurden unter denjenigen Interessentinnen ausgewählt, deren 64 Vorfahren sämtlich adlig waren – eine Probe, die eine Tochter des Königs Heinrich IV. nicht bestand, da ihre Mutter die aus nichtadliger Familie stammende Maria de’ Medici war.

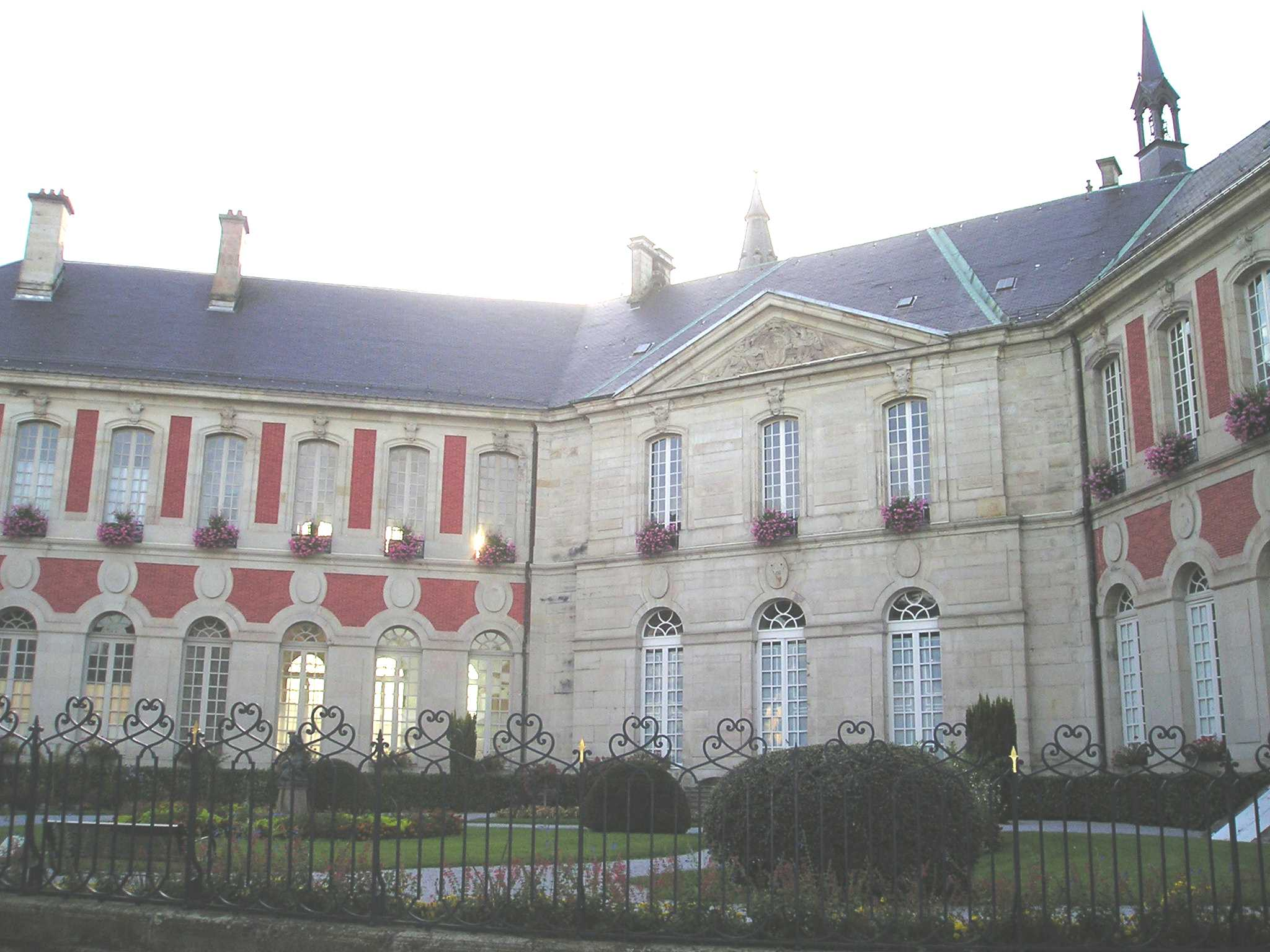
Ehemaliges Stiftsgebäude im Quartier Abbatial von Remiremont

 Lediglich die Äbtissin legte im Stift noch die Gelübde ab, für die Kanonikerinnen galten sie lediglich zeitweise, auch trugen sie weltliche Kleidung in Form einer prunkvollen perlgrauen Tracht, die mit weißem Pelz besetzt war, dazu eine zierliche Haube. Sie konnten sich immer gegen das Leben im Stift entscheiden, es zum Beispiel aufgeben, um zu heiraten, zudem lebten sie nicht mehr im Kloster, sondern in Privathäusern mit einer umfangreichen Dienerschaft. Die Stiftsdamen wählten zudem eine „Nichte“ genannte Person aus, die ihr zur gegebenen Zeit im Stift nachfolgen sollte. Die Zahl der Stiftsdamen überstieg niemals 72, bei der Auflösung waren es 32 Damen und 21 „Nichten“, die der Abtei angehörten.

## Sehenswürdigkeiten
- Ehemalige Stiftskirche Saint-Pierre (1049 geweiht, mehrfach umgebaut), Hallenkrypta (11. Jahrhundert), flankiert von zwei einschiffigen Seitenkrypten
- Palais der Äbtissinnen (1752), heute Rathaus, Gericht und Bibliothek
- Häuser hochadeliger Stiftsdamen (17. und 18. Jahrhundert), in der Nähe der Stiftskirche
- Musée Charles Friry (Gemälde, religiöse Kleinkunst) in einem Haus der Kanonissen (einige Räume mit originaler Ausstattung des 18. Jh.)
- Musée Fondation Charles de Bruyère (Vor- und Frühgeschichte, Gemälde, Skulpturen) in einem weiteren Haus der Kanonissen

## Äbtissinnen
- Mactefleda († um 622)
- Klara († um 652)
- Gebetrude (Gertrud, † um 673), vermutlich eine Schwester von Abt Adelphius und Nichte der Äbtissin Klara
- Waldrada I., 17. Äbtissin
- Teuthildis († 26. Oktober 862/65) 18. Äbtissin 819/20–26.10.862/65, eine Verwandte des Seneschalls Adalhard, Graf von Metz, aus der Familie der Matfriede
- Berscinda, um 1030/40 Äbtissin, wohl Tochter von Graf Gerhard (von Metz, † 1021/23) (Matfriede)
- Oda, 1048/70 Äbtissin, Tochter des Grafen Adalbert II. von Metz (Matfriede)
- Gisela II. († 21. Februar 1114), um 1070 Äbtissin von Remiremont und Saint-Pierre-aux-Nonnains in Metz, Großnichte Odas, Tochter von Herzog Gerhard von Lothringen
- Judith von Vaudémont († 23. März 1161/64), Frühjahr 1114 Äbtissin von Remiremont, 1139 Äbtissin von Saint-Pierre-aux-Nonnains in Metz, Tochter von Gerhard I. von Vaudémont, Nichte Giselas und Großnichte des Papstes Leo IX.
- Euphronia (Fronica) von Lothringen, Tochter von Herzog Dietrich II. von Lothringen Äbtissin um 1150 (Haus Châtenois)
- Mathilde, 1178 von Kaiser Friedrich Barbarossa als „abbatissa Rumaricensis“ beurkundet[9]
- Klementia, Äbtissin 1189–1211
- NN, Tochter von Herzog Friedrich I. von Lothringen, 1209–1233 Äbtissin (Haus Châtenois)
- Agathe von Lothringen († 15. Juli 1242), deren Schwester, 1232 Äbtissin von Remiremont, vor 1236 Äbtissin von Bouxières, (Haus Châtenois)
- Agnes von Salm († 15. Januar 1280), 1242 zur Äbtissin gewählt, Nichte von Agathe, Tochter von Graf Heinrich III. und Judith von Lothringen
- Lore-Félicité de Dombasle, 1290 Äbtissin
- Clemence d’Oyselet, Juli 1307 zur Äbtissin gewählt., 1307 Reichsfürstin
- Eleonore († 8. August 1374), 1350 Äbtissin, Tochter von Graf Johann II. von Auxerre (Haus Chalon)
- Jeanne d’Aigremont († 1404), 1396 gewählt
- Catherine de Blâmont, Nachfolgerin Jeanne d’Aigremonts, 18. Juni 1412 von Papst Gregor XII. abgesetzt
- Henriette d’Amoncourt, Nachfolgerin Catherine de Blâmonts, 1415 Reichsfürstin
- Marguerite de Salvaine
- Isabelle de Demengeville
- Henriette de Vienne
- Jeanne de Chauviré
- Alix de Parroye († 14. März 1473), 18. März 1453 Äbtissin
- Catherine de Neuchâtel, gewählt 28. Januar 1474, vom Papst nicht bestätigt, da sie noch nicht 18 Jahre alt war.
- Jeanne d'Anglure, anstelle Catherine de Neuchâtels Äbtissin
- Agnès de Dommartin († 1508)
- Alix de Choiseul, Tochter von Guillaume de Choiseul, Äbtissin 1509–1521, bestimmte ihre Nichte Madeleine de Choiseul zur Nachfolgerin
- Madeleine de Choiseul († 30. Dezember 1549), nach dem Tod Alix de Choiseuls Äbtissin für einige Monate, wurde von der Mehrheit des Kapitels nicht akzeptiert,
- Nicole de Dommartin, Schwester von Agnès de Dommartin, Äbtissin anstelle Madeleine de Choiseuls; ihre Wahl wurde erst 1524 von Rom bestätigt; sie bestimmte Marguerite de Haraucourt als Nachfolgerin
- Marguerite d'Haraucourt
- Marguerite de Neuchâtel, verdankt ihre Wahl der Tatsache, dass Alix de Choiseul sie als zweite Kandidatin genannt hatte.
- Renée de Dinteville († 1580)
- Barbara Maria von Salm († 31. Mai 1602), 1580 Äbtissin, Tochter von Graf Johann VIII.
- Katharina von Lothringen (* 3. November 1573, † 1. März 1648, Paris), 1609 Koadjutrix und 1611 Äbtissin, Tochter von Herzog Karl III. von Lothringen
- Margarete von Lothringen (* 22. Juli 1615, † 13. April 1672) 1625 Koadjutrix, Tochter von Herzog Franz II. von Lothringen, Nichte Katharina von Lothringens, heiratete 1632 Gaston de Bourbon, duc d’Orléans
- Elisabeth Marguerite d’Orléans (* 26. Dezember 1646, † 17. März 1696), 1648–1657 Äbtissin, Tochter von Gaston d’Orléans und Margarete von Lothringen, Großnichte von Katharina von Lothringen, heiratete 1667 Louis Joseph de Lorraine, duc de Guise
- Maria Anna Theresia von Lothringen (* 30. Juli 1648, † 17. Juni 1661, Paris), 1657 Äbtissin, Tochter von Herzog Nikolaus II., Nichte von Margarete von Lothringen
- Charlotte Elisabeth Gabrielle von Lothringen (* 21. Oktober 1700, † 3. Mai 1711, Lunéville), 1703 Äbtissin von Remiremont, Tochter von Herzog Leopold von Lothringen, Großnichte von Maria Anna Theresia von Lothringen
- Béatrice Hiéronyme de Lorraine (* 1. Juli 1662, † 9. Februar 1738, Paris), 4. August 1711 zur Äbtissin gewählt, Tochter von Francois Marie de Lorraine, Prince de Lillebonne (Haus Guise)
- Anna Charlotte von Lothringen (* 17. Mai 1714, † 7. November 1773), 10. Mai 1738 zur Äbtissin gewählt, 1754 Äbtissin von Sainte-Waudru in Mons, 1756 Koadjutrix von Thron, 1757 Koadjutrix von Essen, Tochter von Herzog Leopold von Lothringen
- Maria Christina von Sachsen (* 12. Februar 1735, † 19. November 1782, Brumath), Koadjutrix, dann November 1773 zur Äbtissin gewählt, Tochter des Königs August III. von Polen, Tante Ludwigs XVI. (Wettiner)
- Anne Charlotte de Lorraine (* 11. November 1755, † 22. Mai 1786), 1784 Äbtissin, Tochter von Louis Charles de Lorraine, Prince de Lambesc (Haus Guise)
- Louise-Adélaïde de Bourbon-Condé (* 5. Oktober 1757, Chantilly † 10. März 1824, Paris), letzte Äbtissin von Remiremont 1786–1790, Tochter von Louis V. Joseph de Bourbon, prince de Condé. Gründete nach der Restauration die Ordensgemeinschaft der Bénédictines de la rue Monsieur.

## Weitere Persönlichkeiten
- Germanus von Granfelden (* um 612, † 675) verbrachte seine ersten Jahre als Mönch in Remiremont.
- Modesta von Oeren († vor 697/698), erste bekannte Äbtissin von Oeren, trat vermutlich als junge Frau in Remiremont ein.
- Gerhard († 1070), Herzog von Lothringen, starb in Remiremont und wurde in der Abtei bestattet.
- Hugo Candidus (* um 1020, † nach 1098), Priester im Frauenkloster Remiremont, Kardinalpriester von San Clemente[10], Bischof von Palestrina